# Расна политика Нацистичке Немачке
Расна политика нацистичке Немачке односи се на скуп политика и закона које је донела и проводила нацистичка Немачка, а у којима се истицала супериорност „аријевске расе“, и који су се темељили на специфичној расистичкој доктрини за коју су њени заговорници тврдили да има научни легитимитет. Ова политика проводила се заједно са програмом еугенике који је имао за циљ „расну хигијену“ која је требало да се оствари присилном стерилизацијом и истребљењем „подљуди“ а кулминирала је Холокаустом. Ове политике су циљале народе, посебно Јевреје и Роме, затим хомосексуалце и хендикепиране особе. Сви они су били означени као „инфериорни“ у расној хијерархији на чијем је врху била „господарска раса“ а при дну Словени, Роми и остали који нису били белци, а на самом дну Јевреји.